# Enough Thunder

Enough Thunder est un EP du producteur et chanteur britannique James Blake sorti le 7 octobre 2011. Il contient une collaboration avec le groupe Bon Iver ainsi qu'une reprise de Joni Mitchell.

## Liste des chansons
1. "Once We All Agree"
2. "We Might Feel Unsound"
3. "Fall Creek Boys Choir" (avec Bon Iver)
4. "A Case of You"
5. "Not Long Now"
6. "Enough Thunder"